# Metallkorsett

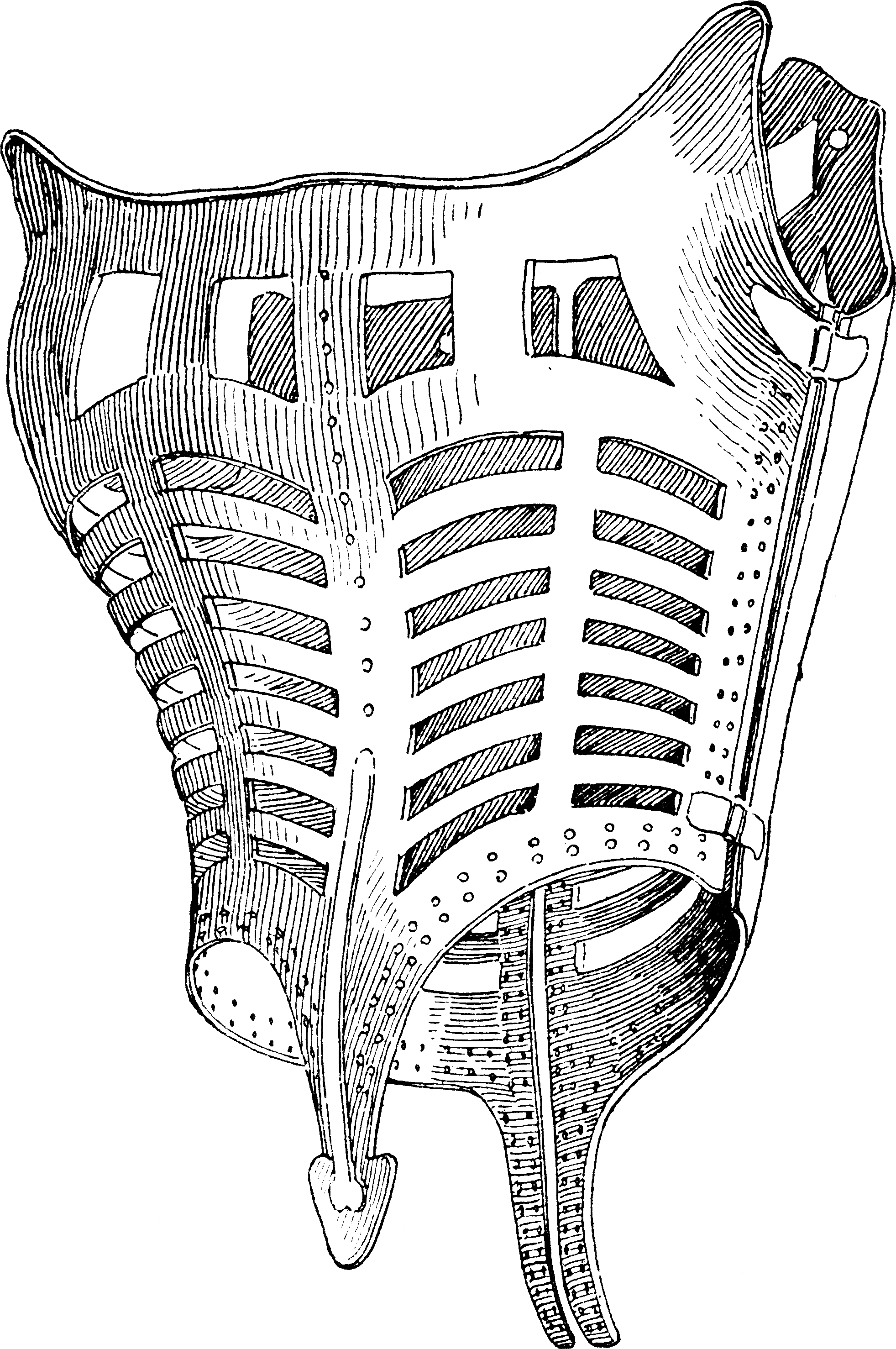
Eisenkorsett im Musée national du Moyen Âge. Zeichnung von 1893 von Saint-Elme Gautier.

Metallkorsetts (auch bekannt als Eisenkorsetts) sind eine Variante historischer Korsetts oder Mieder, die vollständig aus Metall – zumeist aus Eisen oder Stahl – gefertigt werden. Die Theorie, dass diese Kleidungsstücke aus modischen Gründen getragen wurden, ist umstritten. Möglicherweise wurden sie aus medizinischen Gründen als orthopädische Stütze genutzt.
Medizinische Metallkorsetts wurden bis ins späte 20. Jahrhundert gefertigt. Modedesigner wie Alexander McQueen und Issey Miyake entwarfen zeitgenössische Metallmieder und -korsetts aus Draht und Aluminium-Spulen.
Einige der extremen Modelle hält man für spätere Reproduktionen, die eher für den sexuellen Fetischismus gefertigt wurden, als dass sie als Kleidungsstück dienten.

## Ursprung

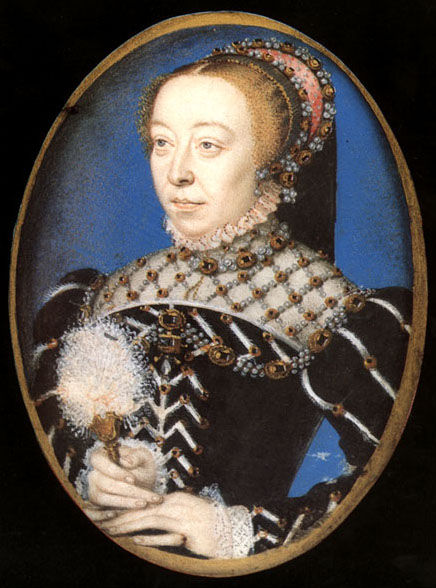
Caterina de’ Medici, 1555

Frühe Modehistoriker hatten die Einführung des modischen Korsetttragens Caterina de’ Medici zugeschrieben, die Metallkorsetts im 16. Jahrhundert aus Frankreich nach Italien gebracht haben soll. Nach Aussage der Modehistorikerin Valerie Steele versorgten nach dem 19. Jahrhundert Autoren ihr Publikum mit Tightlacing und sexuellem Fetischismus und verbreiteten die sadomasochistische Idee, dass diese "grausame, umständliche Mode" durch eine dominante Königin erzwungen wurde, die unrealistisch schmale Taillen von ihren Untertanen forderte. Diese Legende verfestigte sich in der öffentlichen Vorstellung und wurde Teil der Modemythologie.
Heute wird weithin angenommen, dass authentische Metallkorsetts als eine Form orthopädischer Stütze bei Rückenproblemen wie Skoliose gedacht waren. Im 16. Jahrhundert beschrieb der französische Armeechirurg Ambroise Paré Metalkorsetts als Mittel zur Korrektur von Körperverkrümmungen mit der Empfehlung, dass das Eisen perforiert sein sollte, um die Kleidung zu erleichtern und die Korsetts außerdem passend angefertigt und zwecks Komfort gepolstert sein sollten. Paré kritisierte das Konzept des Korsetttragens als Mittel zur Taillenreduktion und warnte vor dem Risiko möglicher Deformationen des Körpers durch solche Praktiken.

## 16. und 17. Jahrhundert

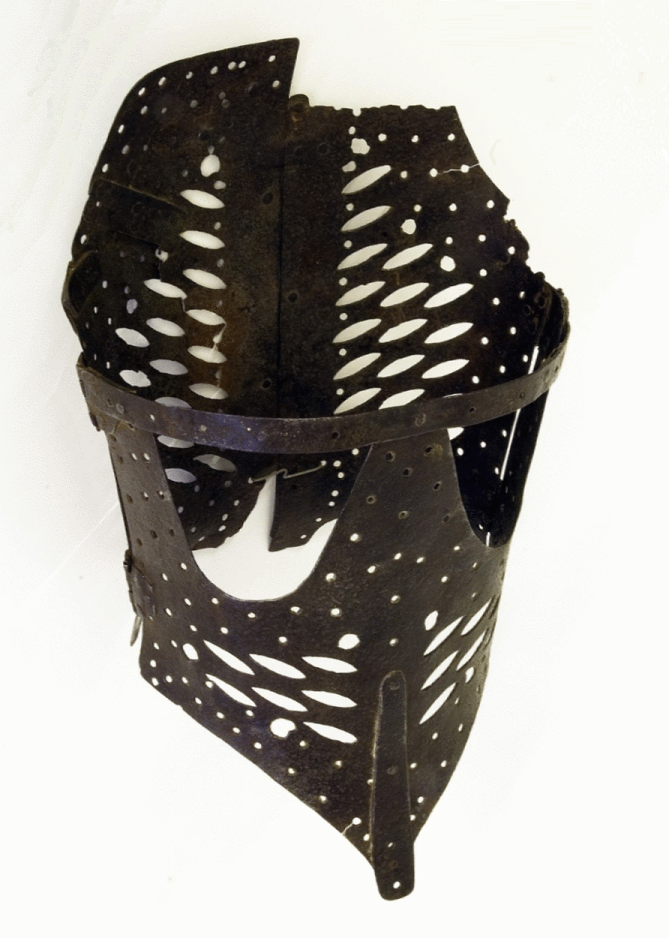
Klappbares Eisenkorsett mit Rückenverschluss. 1580–99. York Castle Museum.

Ein Stahlkorsett aus dem Stibbert Museum in Florenz wird in die Mitte des 16. Jahrhunderts datiert und als gleiches Modell eines Rüstmeisters (corazzaio mastro) angesehen, wie das 1549 für Eleonora von Toledo gefertigte. Da Eleonoras Garderoben-Aufzeichnungen jedoch keine steifen Korsetts bzw. Korsetts ohne Knochen enthalten, wurde ihr Stahlmieder vermutlich eher aus medizinisch-therapeutischen Gründen entwickelt.

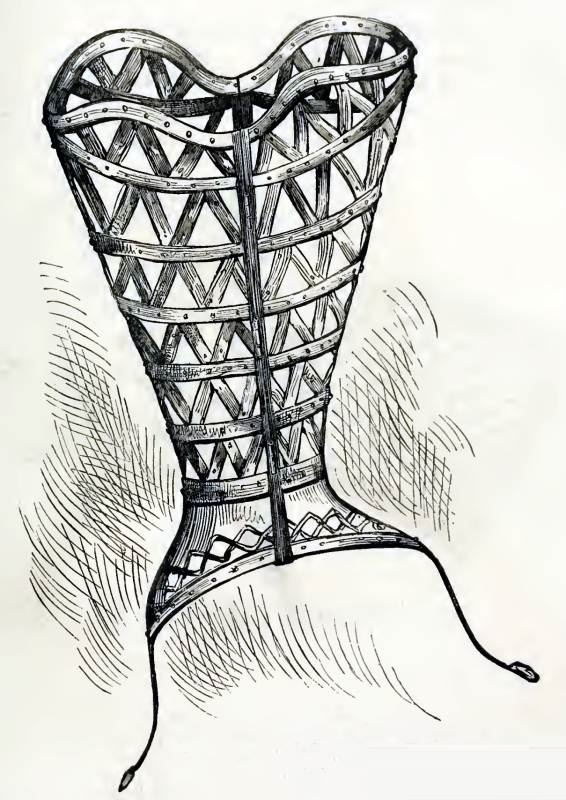
Illustration aus 1868, die angibt ein Stahlkorsett aus dem 16. Jahrhundert zu zeigen

Einige der extremen und kunstvollen Exemplare, die aus der Zeit des späten 16. und frühen 17. Jahrhunderts stammen sollen, hielt Steele für Fälschungen aus dem 19. Jahrhundert, die fetischistische "Fantasien über Frauen, gefangen in Metallkorsetts" versorgen. Ein solches Eisenkorsett mit einer 14 Inch Taille (ca. 36 Zentimeter) wurde vom FIT-Museum erworben und auf 1580 bis 1600 datiert. Es gilt mittlerweile als Fälschung aus der Wende vom 19. zum 20. Jahrhundert. Steele bemerkte auffällige Ähnlichkeiten zwischen diesem Korsett und einer Illustration aus dem 1868 veröffentlichten Buch The Corset and the Crinoline  –  ein "fetischistisches" Buch, das Parallelen zwischen solchen Korsetts und unechten mittelalterlichen Keuschheitsgürteln zog. Auch Harold Koda (ehemaliger Kurator des Anna Wintour Costume Centre des Metropolitan Museum of Art) sah in der übermäßigen, mechanisch produzierten Gleichmäßigkeit der Kleidungsstruktur einen Beweis für eine Fabrikation im 19. Jahrhundert. Er nahm an, dass zahlreiche Metallkorsetts aus dem 19. Jahrhundert, bei welchen es sich um Nachahmungen von Modellen aus dem 16. Jahrhundert handelt, hergestellt wurden, um einen speziellen Markt zu versorgen – möglicherweise als Bestandteil von Wunderkammern.
Der Modehistoriker C. Willett Cunnington und seine Frau Phillis erachteten ebenfalls Eisenkorsetts, die nicht-medizinischen Zwecken dienten, für voraussichtlich nie getragene "fantastische Nachbildungen". Trotz der deutlichen Skepsis dieser Modehistoriker erachten Gelehrte anderer Fachbereiche diese Korsetts teilweise für legitime modische Kleidungsstücke. Die Anthropologin Marianne Thesander hielt sie für authentisch, da solche Korsetts zur modischen Figur des Zeitalters passen und die gleichen Ziele wie andere Korsetts erfüllen würden.

## 18. und 19. Jahrhundert
In Peter Rondeaus Französisch-Deutsch Wörterbuch aus dem Jahr 1739 wurde der französische Begriff corps de fer erklärt als eine "Schnürburst, mit kleinen eisernen Blechen, für übel gewachsene Frauenzimmer". Für David Kunzle implizierte dies, dass die Eisenplatten eher Teil eines Stoffkorsetts, als ein vollmetallenes Kleidungsstück waren. Er begründete diese These außerdem mit mangelnden literarischen Beweisen dafür, dass Metallkorsetts auch aus Modegründen getragen wurden. Er war der Ansicht, dass nicht aus medizinischen Gründen getragene Metallkleidungsstücke einer masochistischen Befriedigung dienten. Er hielt es für möglich, dass sie – wie z. B. das absichtlich unbequeme und umständliche Cilicium, das eine modische Silhouette mit dem Zweck der Buße verband – in Konvents getragen wurden. Kunzle stützte diese These auf einen Artikel aus The Times aus dem Jahr 1871. Hier wurde berichtet, dass die Garde nationale während der Pariser Kommune zwei Eisenkorsetts, eine Streckbank und andere Utensilien im Konvent der Weißen Nonnen in Picpus gefunden habe. Die Erklärung der Oberin, die Gegenstände seien für orthopädische Zwecke gedacht, wurde zu der Zeit als "eine oberflächliche Lüge" abgewiesen.
Metallkorsetts für medizinische Zwecke wurden im 18. und frühen 19. Jahrhundert weiterhin genutzt, obwohl bereits vergleichbare Kleidungsstücke aus Leinen an ihre Stelle traten.  1894 empfahl A.M. Phelps (American Orthopaedic Association) ein mit wasserfester Emaille überzogenes und nach einem Körperabdruck des Patienten gefertigtes Aluminiumkorsett für die Behandlung bei Tuberkulose oder Rückgratverkrümmung. Die Vorteile waren, dass Aluminium leicht, langlebig und dünn genug war, um unter der Kleidung und während des Badens getragen zu werden. Diese Korsetts wurden im frühen 20. Jahrhundert trotz höherer Anfangskosten als kostengünstiger und haltbarer als Gipsformen empfohlen.

## 20. und 21. Jahrhundert

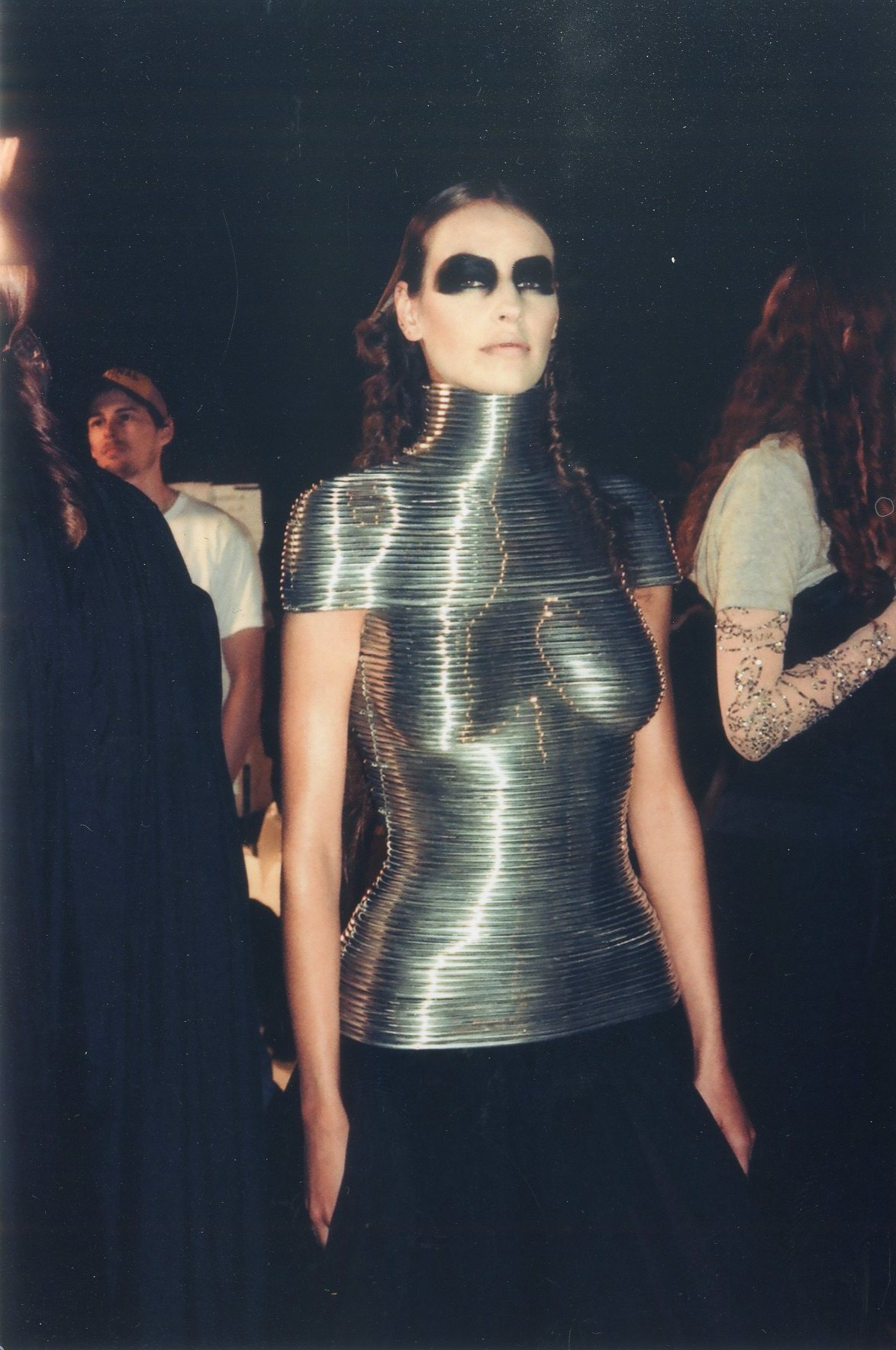
The Coiled Corset, Shaun Leane für Alexander McQueen, 1999.

Seit dem 20. Jahrhundert werden moderne Metallkorsetts gelegentlich zum zeitgenössischen Tragen hergestellt. Um 1930 wurden für die Korsettfetischistin Mrs. Cayne Metallkorsetts angefertigt.  Zwischen 1933 und 1940 bewarb Mrs. Cayne in den Illustrated Sporting and Dramatic News eine Broschüre, in der sie ihre 14 Inch Taille beschrieb und andere Dienstleistungen anbot.
Im späten 20. und frühen 21. Jahrhundert trug Korsettträgerin Cathie Jung eine silberne Korsetthülle über ihrem geschnürten Korsett.
Als medizinisches Kleidungsstück wurden Metallkorsetts bis ins 20. Jahrhundert verwendet. Die mexikanische Malerin Frida Kahlo war infolge eines Autounfalls eine bekannte Trägerin solcher medizinischen Korsetts. 1944 wurde ihr vom Arzt das Tragen eines Stahlkorsetts anstelle eines Plastikkorsetts empfohlen. Kahlo nutzte das neue Korsett als Grundlage für eines ihrer bekanntesten Selbstporträts, The Broken Column. Sie porträtierte sich selbst, weinend vor Qual. Auf dem Bild stellte sie ihren Torso geteilt dar und ihren Rücken als eine vom Stahlkorsett zusammengehaltene brüchige ionische Säule.
Eine Form des Metallkorsetts oder einer orthopädischen Stütze, die in der zweiten Hälfte des 20. Jahrhunderts genutzt wurde, wurde nach ihrem Erfinder (R. I. Harris) Harris-Stütze genannt. Harris-Stützen wurden konzipiert, um die Taille während der Heilung zu immobilisieren und werden aus zwei biegbaren Metallbändern gefertigt, die über und unter der Taille getragen werden und mit unbeweglichen Metallteilen verbunden sind.
Designer des 20. und 21. Jahrhunderts wie z. B. Alexander McQueen, Issey Miyake und Thierry Mugler zeigten gelegentlich Metallkorsetts und -mieder als Teil ihrer Präsentation. Eines der bekanntesten Stücke von McQueen war 1999 ein Aluminiumkorsett, genannt "Coiled Corset" – entworfen in Zusammenarbeit mit dem Juwelier Shaun Leane und dem Künstler Kees van der Graaf. Das um einen Abdruck von Model Laura Morgans Torso gebaute Korsett hat eine 15-Zoll-Taille (ca. 38 Zentimeter) und wurde aus 97 gestapelten Spulen zusammengestellt, die auf Morgans Körper verschraubt wurden. Das "Coiled Corset" wurde von Halsringen inspiriert, die von Frauen der Ndebele getragen werden. Sie werden ausgedehnt, um den gesamten Torso des Trägers zu umhüllen. 2001 war dieses Korsett Teil einer Live-Präsentation im Victoria and Albert Museum.
Korsetts und Bustiers können ebenfalls aus Draht gefertigt werden. So z. B. ein Aluminiumdraht-Bustier aus dem Jahr 1983 von Miyake, das um den Torso durch ein gefedertes Kleidungsstück umgeben wird. Dies ist Teil eines Vogelkäfig-Themas.

## In Museen
Metallkorsetts sind weltweit Teil vieler Museumsausstellungen. Einige Museen, wie das Museo Stibbert und das Kyōto Costume Institute in Japan präsentieren ihre Metallmieder als modische Kleidungsstücke des späten 16. Jahrhunderts. Das Victoria and Albert Museum in London beschreibt ihr Eisenkorsett (früher im Besitz des Malers Talbot Hughes) als Zusammentreffen der Mode des 18. Jahrhunderts und wahrscheinlich beabsichtigter orthopädischer Zwecke. Andere Modelle, wie das Eisenkorsett im Fashion Institute of Technology, werden als Fälschungen präsentiert.